# La decadència de la mentida
La decadència de la mentida - Un comentari (títol original, en anglès: The Decay Of Lying – An Observation) és un escrit d'Oscar Wilde inclòs en la seva col·lecció d'assajos titulat Intencions, publicat l'any 1891. Es tracta d'una versió revisada significativament respecte l'article que va aparèixer per primer cop el gener de 1889 a la revista literària The Nineteenth Century.
Wilde presenta el tema sota la forma d'un diàleg socràtic, amb els personatges Vivian i Cyril, que tenen una conversa al llarg de l'obra. La conversa, tot i ser lúdica i capritxosa, promou la visió de Wilde del romanticisme sobre el realisme. Vivian parla a Cyril sobre un article que ha estat escrivint titulat «La Decadència de la Mentida: Una Protesta». Segons Vivian, la decadència de la mentida «en tant que un art, una ciència, i un plaer social» és el culpable del declivi de la literatura moderna, que està massa centrada en la representació de fets i realitats socials. Escriu: «si no es pot fer res per comprovar, o almenys per modificar, la nostra adoració pels fets, l'Art esdevindrà estèril i la bellesa abandonarà la terra».És més, Vivian defensa la idea que la Vida imita l'Art molt més que vice versa. La Natura, defensa, és una imitació més de la Vida que de l'Art. Vivian també afirma que l'Art mai no és representatiu ni d'una època ni d'un lloc. Quan Cyril li ho demana, Vivian resumeix breument les doctrines de les «noves estètiques» en els següents termes:
- L'Art mai no expressa res més enllà d'ell mateix.
- Tot l'art dolent prové del retorn a la Vida i a la Natura, i d'elevar-los a ideals.
- La Vida imita l'Art molt més del que l'Art imita la Vida. Segueic com a corol·lari que la Natura externa també imita l'Art.
- Mentir, és a dir explicar coses falses i boniques, és l'objectiu apropiat de l'Art.

L'assaig acaba amb els dos personatges sortint fora, tal i Cyril li demana a Vivian al principi de l'obra. Vivian cedeix finalment, dient que la utilitat principal de la naturalesa del crepuscle podria ser «il·lustrar les cites dels poetes».